# Puducherry
Puducherry (en tamil: புதுச்சேரி, en hindi: पॉंडिचेरी, o Pondicherry) es un territorio de la India. El nombre Puducherry significa «Ciudad Nueva» en idioma tamil. El territorio formaba parte del Imperio colonial francés. Durante la época francesa la denominación oficial era Pondichéry, y en inglés era llamada Pondicherry.

## Geografía

Distritos que conforman el territorio.

Puducherry consiste de cuatro pequeños distritos incomunicados: Puducherry (ciudad de la que toma nombre el territorio), Karaikal y Yanam en la bahía de Bengala y Mahé sobre el mar Arábigo. Los primeros dos son, por mucho, los más grandes, estando ambos enclaves en el estado de Tamil Nadu. El territorio tiene un área total de 492 km²: Puducherry (ciudad) 293 km², Karaikal 160 km², Mahé 9 km² y Yanam 30 km². Su población total es de 970 000 habitantes.

## Gobierno y administración
Puducherry es un Territorio de la Unión, no un estado separado. Un Territorio de la Unión (TU) cuenta con su propio gobierno, pero este cae directamente sobre el gobierno central en Nueva Delhi. A pesar de que cuenta con un Ministro de elección popular y un gabinete, las leyes y regulaciones legislativas deben ser ratificadas por el gobierno central. 
El gobierno central se encuentra representado por un gobernador, el cual reside en el Palacio Raj Nivas, la antigua residencia del gobernador francés. Nueva Delhi es responsable de las finanzas del territorio, ajustando los impuestos de acuerdo a las necesidades del presupuesto. De cualquier modo, los impuestos en los territorios son generalmente más bajos que en los estados.

## Puducherry (ciudad)
Los habitantes de Pondicherry hablan tamil. La ciudad está protegida contra los embates del mar por un rompeolas de 3200 m de largo, el cual fue construido por los franceses en 1735, y alcanza una altura de 8,23 m sobre el nivel del mar. Este rompeolas protegió a la ciudad del tsunami del 2004, cuyas olas alcanzaron hasta 3,2 m de altura.

Esta ciudad se encuentra hacia las coordenadas geográficas: 11°55′31″N 79°50′01″E / 11.92528, 79.83361.
Entre las personalidades que han vivido en Puducherry están Sri Aurobindo y Subramanya Bharathy, quienes formaron parte del movimiento de independencia de la India. El director de películas de Hollywood M. Night Shyamalan nació en Puducherry y la novela La vida de Pi y el subsiguiente film Life of Pi comienzan su trama en la ciudad.
A poca distancia de Puducherry se encuentra la población de Auroville.